# 白宮

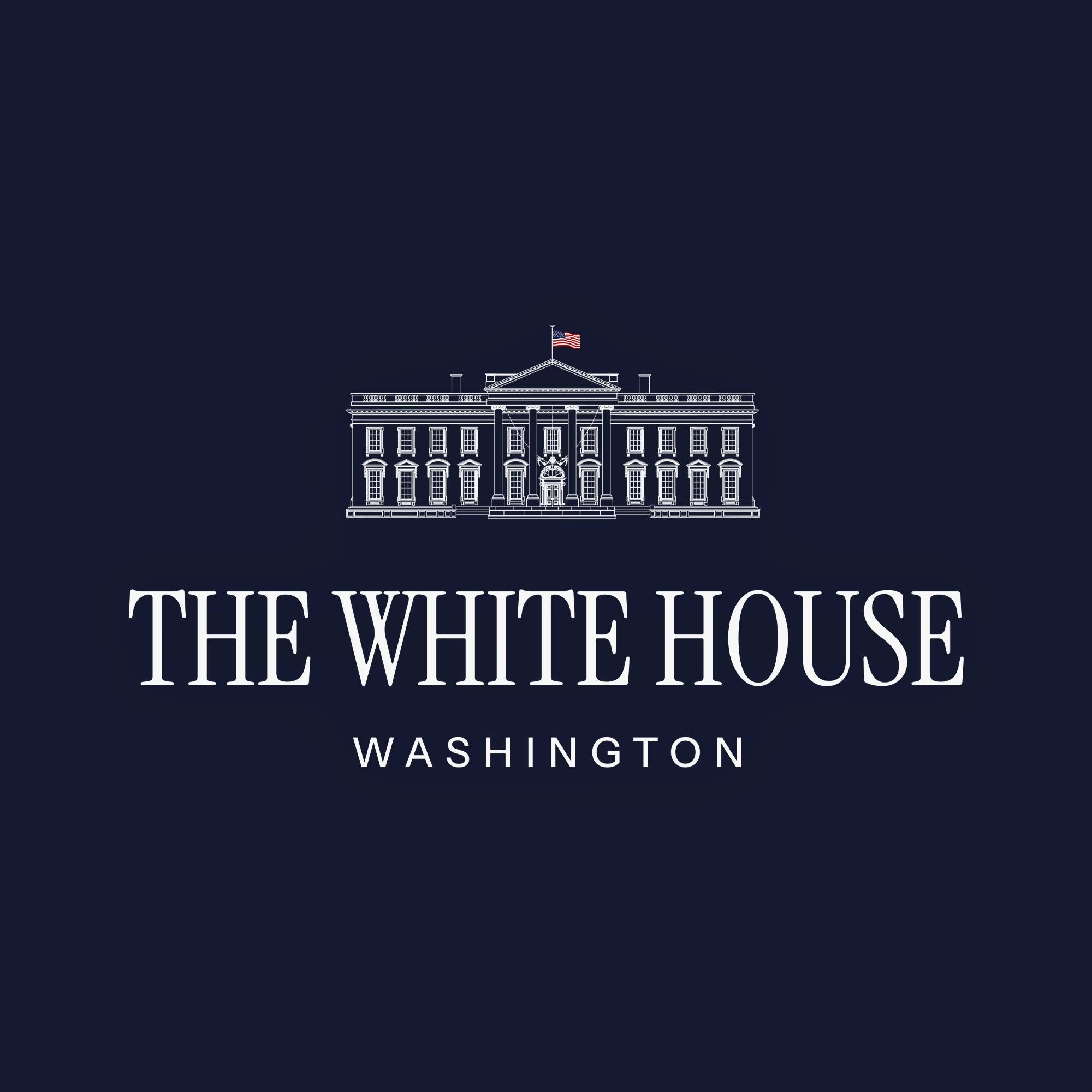
白宮標誌（2025年啟用）

白宮（英語：White House）是美国总统的官邸與主要辦公的地方，總統行政辦公室也在此地辦公，位於美国華盛頓特區西北區，賓夕法尼亞大道1600號。自1800年美國第二任總統約翰·亞當斯入住以來，白宮就是美國歷任總統在任時的官方居所。
白宮由愛爾蘭裔建築師詹姆斯·霍本設計，工程期為1792年至1800年，建材使用阿維亞溪砂岩，並在1798 年首次由工匠刷上以石灰為基礎的白色塗料，以保護其砂岩外牆免受冬季霜凍造成的潮濕和開裂，風格則是新古典主義式樣。第三任總統湯瑪斯·傑佛遜於1801年搬入白宮後，他和建築師班傑明·亨利·拉特羅布為了隱蔽白宮馬廄與儲藏室，而在白宮每側增添少許列柱。到了1814年，英軍在1812年戰爭中縱火摧毀華盛頓特區，白宮內部遭受火焚，外觀也被燒黑。待美軍收復華盛頓特區後，美國政府便立刻在1817年重建白宮，並在1818年將用來保護外牆的石灰塗料改為白色的含鉛油漆，第五任總統詹姆斯·門羅於1817年10月搬進部分重建完成的白宮行政官邸。其後白宮建築工事仍持續進行，美國政府分別於1824年和1829年完成增建白宮南、北面的門廊。
隨著美國政府逐漸擴大，白宮作為辦公場所顯得越來越擁擠。第26任總統西奧多·羅斯福於1901年要求白宮內所有辦公室遷往新建成的白宮西廂辦公室，八年後第27任總統威廉·霍華·塔虎脫擴建西廂辦公室，並增建橢圓形辦公室作為總統辦公室之用。主建築部分，三樓原本用作閣樓，也在1927年轉為總統家庭的起居空間。至於與傑佛遜柱廊相連的白宫東廂辦公室，落成後便一直用作處理白宮的社交事務，接待訪客、民眾與外賓，並於1946年改建擴大辦公空間。1948年，美國政府發現白宮的外部承重牆與內部木樑並無效用。第33任總統哈瑞·S·杜魯門任內便拆除白宮所有房間，以鋼樑作為白宮新建築結構的承重建材；此工程完工後，白宮所有房間才再度重建。
今日的白宮建築群包括行政官邸、西廂、東廂、艾森豪行政辦公大樓與布萊爾宮等建物。行政官邸共有五層，包括地下室、大廳層、國家層、第二層與第三層。而一般語境下所稱的「白宮」，通常是對美國總統行政辦公室或總統行政與顧問團隊的轉喻，如「白宮宣布......」。此外，由於白宮是美國國家遺產，其產權屬於美國國家公園管理局，是「總統公園」的一部分。2007年，白宮獲美國建築師學會評選為美國最喜愛的建築第二名。

## 历史

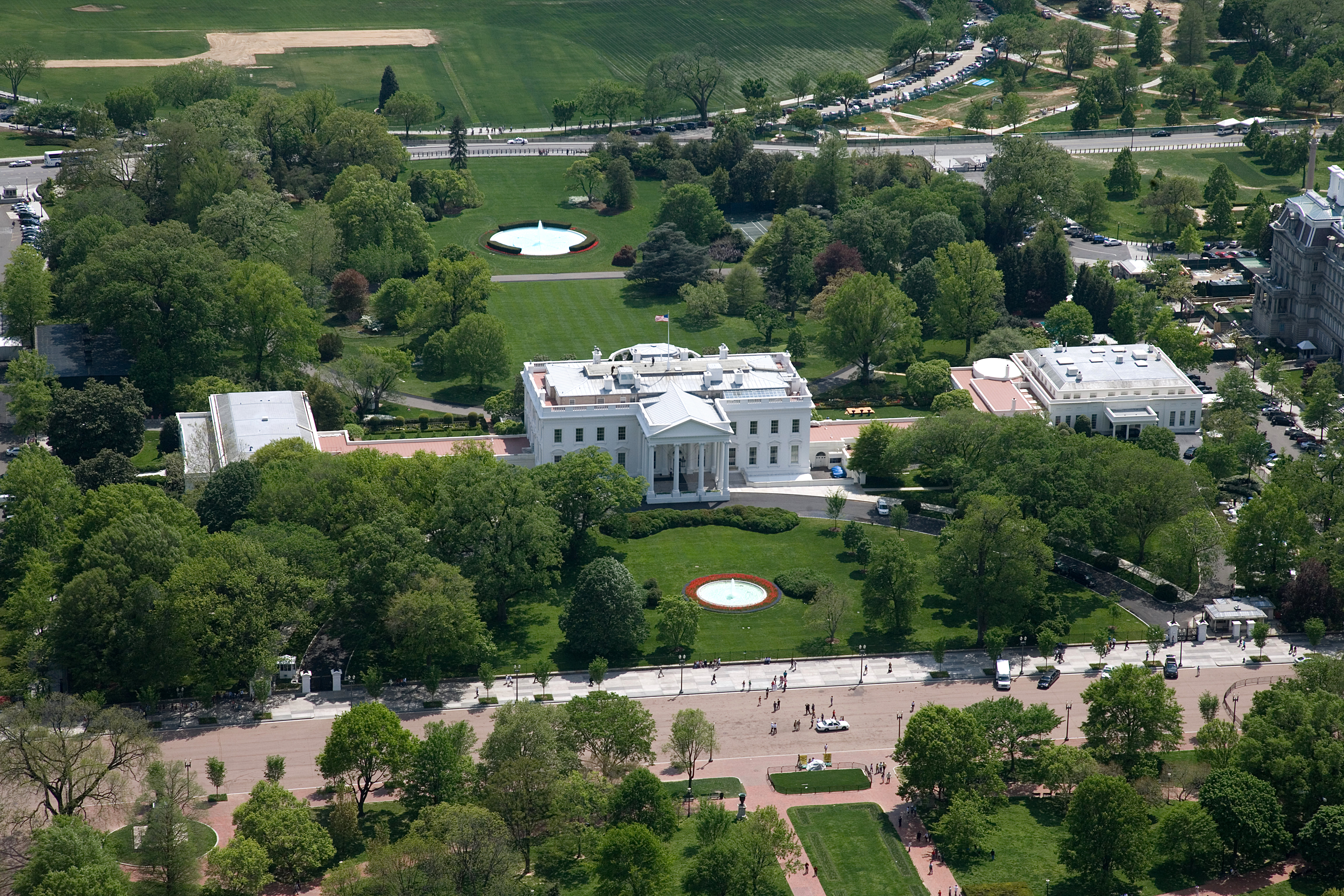
白宮建築群鳥瞰圖

1790年12月，在华盛顿哥伦比亚特区定址后，根据一项国会动议建造白宮。乔治·华盛顿总统亲自协助城市规划师皮埃尔·查尔斯·朗方选址。主持工程的建筑师通过比赛选出，共收到九个方案。来自南卡罗莱纳州的爱尔兰人詹姆斯·霍本（James Hoban）获得这项殊荣。工程于1792年10月13日奠基，它的设计模仿现为爱尔兰议会所在地，原为在爱尔兰首都都柏林的一所公爵官邸倫斯特府（Leinster House）的一、二层。华盛顿总统并不完全满意最初的设计，他认为原稿设计太小，不适合做总统的住所。借鉴其故居的设计，将白宮的设计按比例放大了30%，并增加了东厅。工程于1800年11月1日竣工，耗时8年，花费232,371.83美元，考虑通货膨胀的因素，大约等于现在的二百四十万美元。直到1825年前后柱廊还不是建筑的一部分。
这幢大楼最初称作（总统宫）、（总统官邸）或者（总统官宅）。多利·麦迪逊叫它做“总统的城堡”。直到1811年才首次出现公众因为它漆成白色的石制外墙而称之为“白宮”的记载。在西奥多·罗斯福总统于1901年以在信纸上印上（白宮）确立正式名称之前，（行政官邸）这一名称常常用于公文中。
1800年11月1日，约翰·亚当斯成为首位入住白宮的总统。之后英美爆发1812年战争，以致1814年华盛顿大部分地区被英军纵火，白宮内部被焚毁，只有外墙残存。后来重建将外墙重新以含鉛油漆刷成白色，但必须说明的是，白宮早在1798年起就一直被刷成白色，因此火灾后的重新粉刷并非像公众传闻所说是白宮名称的来由。1841年8月16日，当约翰·泰勒总统否决一项呼吁成立美国第二银行的法案时，白宮再遭袭击，被激怒的辉格党党员在白宮外制造了美国历史上在白宮广场最血腥的骚乱。

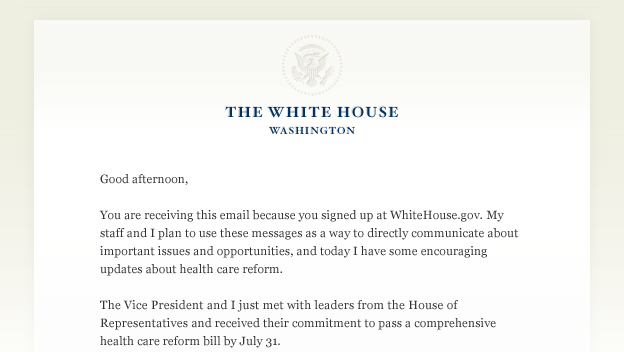
白宮專用書信標誌

白宮如同英格兰及爱尔兰风格的房屋般对公众开放直到20世纪早期。1805年，托马斯·杰斐逊总统在他的第二次就职典礼时开放白宮，当时参加他在国会山庄举行的宣誓仪式的大多数人们跟随他回家，接受他在蓝厅的接见。
杰斐逊还批准了一项白宮的公开游览，这项活动除了战时停止外一直延续至今。此外，亚当斯和杰斐逊亦先后开啟每年新年和独立日在白宫举行招待会的传统，这些招待会在20世纪30年代早期停止了。
然而这些开放有时会讓場面变得十分混乱：1829年，大约2000个市民聚集在白宮祝贺安德鲁·杰克逊总统的就职典礼，迫使总统躲进一家旅馆，最终他的助手必须用装满用橘子汁和威士忌调制的强力鸡尾酒将这群乌合之众诱骗出来。虽然如此，这个习惯一直保留至1885年，新当选总统格罗弗·克利夫兰安排了一个在白宮正面看台的总统阅兵来代替传统的招待会。

白宮標誌（2003年-2025年）

白宮在1960年12月19日已确认为一处国家历史地标。
2015年7月1日，總統夫人蜜雪兒·歐巴馬於Instagram宣布白宮廢除過去40年禁止拍攝指令，其後白宮指出惟不包括相機鏡頭長過3吋、有閃光燈、自拍神器、平板電腦和腳架等器材以及拍攝短片。

## 演進

### 甘迺迪整修
第三十五任總統约翰·肯尼迪與其家庭入主白宮後，第一夫人杰奎琳·肯尼迪·奥纳西斯對白宮進行大規模裝潢，招募溫特瑟花園博物館園藝師亨利·法蘭西斯·杜邦為其尋找能夠裝飾白宮大廳的文物，如今白宮大廳許多裝飾品便源於他的蒐羅。白宮其它甘迺迪時期的改變及新增的古董、繪畫，則來自富裕慈善家的捐贈，這些慈善家包括張伯倫家族、歐本海默家族（Oppenheimer family）、珍妮·恩格爾哈德與傑恩·懷特曼等。甘迺迪夫人更聘請享譽全球的巴黎室內設計師、法國「詹森裝潢」的史蒂芬·布登為其主持白宮裝潢工程。他們為以美國各時期歷史與世界史為題材，為白宮各個房間設計不同風格，如聯邦風格的「綠廳」、法國王室風格的「藍廳」、仿帝政風格的「紅廳」、路易十六風格的「黃色橢圓廳」，與維多利亞風格的總統書房「條約廳」等。

## 流行文化
- 帝國浩劫：美國內戰[10]
- 2012 (電影)
- 空军一号 (电影)
- 天煞-地球反擊戰[11]
- 全面攻佔：倒數救援
- 惊天危机
- 美國隊長：無畏新世界[12]

## 外部連結
- 白宮官方网站 （页面存档备份，存于）
- 白宮的Facebook專頁